# Mohamed Nahiri
Mohamed Nahiri (arabisch محمد النهيري, DMG Muḥammad an-Nahīrī; geb. 22. Oktober 1991 in El Jadida) ist ein marokkanischer Fußballspieler.

## Karriere

### Klub
Er wechselte zur Saison 2013/14 von Difaâ d’El Jadida zu FUS Rabat, wo er für vier Spielzeiten Teil des Kaders war. Zur Runde 2017/18 unterschrieb er schließlich bei Wydad Casablanca, für die er nochmal bis zum Ende der Saison 2019/20 auflief. Ab der folgenden Spielzeit hieß sein Klub dann al-Ain in Saudi-Arabien, hier endete sein Vertrag jedoch bereits nach einem halben Jahr, was ihn Anfang 2021 ohne Klub dastehen ließ. Seit der Spielzeit 2021/22 steht er nun bei Raja Casablanca unter Vertrag.

### Nationalmannschaft
Seinen ersten bekannten Einsatz für die marokkanische Nationalmannschaft hatte er am 5. März 2014 bei einem 1:1-Freundschaftsspiel gegen Gabun, wo er Teil der Startelf war und auch komplett durchspielte. Nach ein paar weiteren Freundschafts- und Qualifikationsspielen stand er im Kader Afrikanischen Nationenmeisterschaft 2018 und gewann mit seinem Team das Turnier. Sein nächstes Turnier danach war erst der FIFA-Arabien-Pokal 2021, wo er mit der Mannschaft bis ins Viertelfinale kam.